# Willowmere (rose)
‘Willowmere’ est un cultivar de rose hybride de thé obtenue en 1913 par le rosiériste lyonnais Joseph Pernet-Ducher.

## Description
Classée d'abord dans les Pernetianae, cet hybride de thé présente de grosses fleurs (17-25 pétales) roses aux nuances orangées évoluant au fur et à mesure vers le rose saumoné, les pétales extérieurs ayant des reflets rose-carmin. Elles sont légèrement parfumées et sont en forme de coupe. La floraison est remontante.
Son buisson dressé et vigoureux est presque inerme, bien ramifié avec un feuillage vert clair et s'élève à 120 cm. Sa zone de rusticité est de 6b à 9b, il résiste donc au froid dans les zones tempérées, mais a besoin d'avoir le pied protégé par grand froid. Il faut le tailler nettement début mars.
Ce rosier au coloris raffiné est issu du croisement d'un semis non nommé et du pollen de ‘Lyon Rose’ (Pernet-Ducher, 1913) ; dont il a pris la couleur, mais a un port plus dressé et des pédoncules plus forts ce qui ne fait pas ployer ses grosses fleurs. Cette variété alors non nommée a été fort remarquée à l'exposition de Londres de 1912.
Cette variété est présente dans de nombreuses roseraies du monde, mais n'est plus commercialisée. Elle a eu un renom certain dans l'entre-deux-guerres, mais la guerre et les hivers très rigoureux des années 1940 ont définitivement freiné les ventes.

## Nom
La rose ‘Willowmere’ doit son nom à Willowmere, la propriété de Long Island dans l'État de New York de l'amiral Ward et de son épouse, grands amateurs de roses. L'amiral était ami et commanditaire de Pernet-Ducher. Ce dernier avait déjà baptisé une rose en 1907 du nom de son épouse, ‘Mrs Aaron Ward’, et le fera pour une rose dédiée à l'amiral en 1915, appelée ‘Admiral Ward’. Le ménage Ward faisait cultiver beaucoup de variétés de roses dans son parc et l'amiral écrivait pour nombre de revues horticoles.